# Cédric Gasser
Cédric Pascal Gasser (sinh ngày 16 tháng 2 năm 1998) là một cầu thủ bóng đá người Thụy Sĩ thi đấu ở vị trí hậu vệ cho FC Vaduz tại Giải hạng hai Thụy Sĩ.

## Sự nghiệp chuyên nghiệp
Gasser ra mắt chuyên nghiệp cho St. Gallen trong chiến thắng 3-0 tại Giải bóng đá vô địch quốc gia Thụy Sĩ trước FC Lugano vào ngày 25 tháng 2 năm 2018.